# Archidiocèse de Sens-Auxerre
L'archidiocèse de Sens-Auxerre (en latin : archidioecesis Senonensis-Antissioderensis) est une église particulière de l'Église catholique en France. Son siège est la cathédrale Saint-Étienne de Sens. Le siège est occupé depuis le 6 août 2024 par Pascal Wintzer.
Érigé dès le Ier siècle, le diocèse de Sens est élevé au rang d'archidiocèse métropolitain au IIIe siècle. Supprimé en 1801, il est rétabli dès 1822 pour le département de l'Yonne. Depuis 1823, les archevêques de Sens joignent à leur titre celui d'évêque d'Auxerre et le nom complet de l'archidiocèse est archidiocèse de Sens (-Auxerre).
Depuis 1954, l'abbaye de Pontigny est le siège de la prélature territoriale de la Mission de France. Bien que la Mission de France soit une Église particulière distincte de l'archidiocèse de Sens, le titre de prélat de Pontigny est porté par l'archevêque. Depuis 2002, l'archidiocèse n'est plus métropolitain mais suffragant de celui de Dijon.

## Territoire
Depuis 1822, l'archidiocèse de Sens couvre le département de l'Yonne à l'exception, depuis 1954, de la paroisse de l'abbatiale de Pontigny qui est le siège de la prélature territoriale de la Mission de France.

## Historique

### L'archidiocèse de Sens
Selon la légende, le diocèse de Sens a été fondé dès le Ier siècle et été érigé en archidiocèse au IIIe siècle. En effet, la fondation des premières paroisses et des premiers évêchés n'est connue le plus souvent que par des traditions locales tardives et légendaires qui visent à prouver l'antériorité d'un siège par rapport à un autre, voire à faire remonter la conversion aux temps apostoliques
Selon la tradition, rapportée par le Martyrologe romain, la cité gallo-romaine des Sénons est évangélisée au IIIe siècle par deux chrétiens : Savinien et Potentien. Selon la liste épiscopale, Savinien devint le premier évêque de Sens, vers 240. Mais, un 31 décembre, il meurt décapité d'un coup de hache dans la crypte d'un oratoire qu'il avait fait construire à la sortie de Sens. Selon la liste épiscopale, Potentien lui succède, mais est décapité le 31 décembre de l'année suivante.
Le premier évêque de Sens dont l'existence est attestée est Séverin qui figure sur la liste authentique des souscripteurs du pseudo-concile de Cologne de 346.
Le territoire du diocèse de Sens, de grande étendue, correspond à celui de la cité gallo-romaine des Sénons, réduit à la suite de l'érection de la cité d'Auxerre par Postume ou Dioclétien. Il couvre deux pagi : le Sénonais proprement dit, autour de Sens, et le Gâtinais, autour de Château-Landon. Une fois stabilité[Quoi ?], il couvre : le Melunais, autour de Melun ; une partie de la Brie, autour de Provins ; et une partie de la Beauce, autour d'Étampes.
L'archevêque de Sens portait le titre de vicomte de Sens depuis son achat de plusieurs lots par Pierre de Charny en 1274, ainsi que les titres de baron de Brienon, de Nailly, de Saint-Julien-du-Sault et de Villeneuve-l'Archevêque et de seigneur d'Étigny et de Cuy (cette dernière étant appelée Noslon, nom du château seigneurial), titres portés depuis le Xe siècle et même au-delà.
Au concile de Rome de 769, l'évêque de Sens, Villicaire, est qualifié d'archevêque des Gaules (archiepiscopus Galliarum).
Par une bulle du 2 janvier 876, le pape Jean VIII institue l'archevêque de Sens, Anségise, son vicaire en Gaule, c'est-à-dire son légat permanent pour les royaumes francs au-delà des Alpes. Cette qualité lui fut disputée par l'archevêque de Lyon, décision confirmée en 1079 par le pape Grégoire VII et en 1105 par Urbain II. La primatie de Sens fut néanmoins fermement défendue par le roi Louis VI le Gros qui a refusé que son royaume dépende d'un primat vivant en terre d'Empire. Sous la menace de la rupture de la fidélité des rois de France envers Rome, la tentative fut enrayée. Dans les faits, l'autorité attachée à cette primatie cesse au départ de l'archevêque Guillaume de Champagne à la fin du XIIe siècle. Il est vrai qu'alors, la circulation est rétablie en Méditerranée, permettant à la papauté d'intervenir disciplinairement rapidement.
De septembre 1163 à avril 1165, le pape Alexandre III s'installe à Sens.
Sous François Ier, l'archevêque de Lyon, vainqueur de son archevêque de Vienne et aidé par la bourgeoisie marchande de sa ville confortée par ses foires, obtient du roi la primatie sur le royaume. L'archevêque de Sens ne se défend pas et le parlement de Paris, après avoir refusé de se plier à plusieurs reprises à la décision royale, finit par céder. Il offre à l'archevêque de Sens, en compensation, le titre de primat des Gaules et de Germanie, destiné à rappeler que durant plus de 900 ans, l'archevêque de Sens tranchait les litiges des royaumes francs devenus depuis ceux de France et de Germanie.
Jusqu'en 1622, l'archevêché de Sens comptait sept diocèses suffragants : Auxerre, Chartres, Meaux, Nevers, Orléans, Paris et Troyes. Les sept initiales formaient le mot de CAMPONT, devise du chapitre de Sens.
Par la bulle Universi orbis du 20 octobre 1622, le pape Grégoire XV élève le diocèse de Paris au rang d'archidiocèse métropolitain avec, pour suffragants, les trois diocèses de Chartres, Orléans et Meaux. Pour indemniser l'archevêque, par une bulle de septembre 1668, le pape Clément IX unit à la mense archiépiscopale l'abbaye du Mont-Saint-Martin, à Gouy, alors dans le diocèse de Cambrai.
Lors de la création des départements, en 1790, vingt-trois paroisses de l'archidiocèse de Sens sont rattachées au département de l'Aube : dix paroisses du doyenné de Saint-Florentin, cinq autres du doyenné de la Rivière de la Vanne et sept autres de doyenné de Traînel.
La constitution civile du clergé, décrétée par l'Assemblée nationale constituante le 12 juillet 1790, maintient Sens comme siège épiscopal du diocèse du département de l'Yonne. Bien que sanctionnée par Louis XVI, la constitution civile du clergé n'est pas reconnue par le Saint-Siège. S'ensuit la fin du culte dans la France révolutionnaire, provoquant une période de persécution et la Terreur.
À la suite du concordat de 1801, qui rétablit le culte catholique en France, par la bulle Qui Christi Domini du 29 novembre 1801, le pape Pie VII supprime l'archidiocèse de Sens. Son territoire est incorporé à celui de diocèse de Troyes, qui est maintenu pour les départements de l'Aube et de l'Yonne, et le titre d'archevêque de Sens joint à celui d'archevêque de Paris.
L'archevêque avait pour armoiries : « D'azur, à la croix d'argent cantonnée de quatre crosses d'or ».

### L'archidiocèse de Sens-Auxerre
Le concordat du 11 juin 1817 prévoit le rétablissement de l'archidiocèse de Sens pour les arrondissements de Joigny et de Sens du département de l'Yonne et avec, pour suffragants, les diocèses d'Auxerre, Moulins, Nevers et Troyes. Mais il n'est pas ratifié.
Par la bulle Paternae charitatis du 6 octobre 1822, Pie VII rétablit l'archidiocèse de Sens pour le département de l'Yonne et avec, pour suffragants, les trois diocèses de Troyes, Nevers et Moulins. Le nouveau diocèse a donc les limites de l'Yonne : le centre est une partie de l'ancien diocèse d'Auxerre, le nord vient de l'ancien diocèse de Sens, le Morvan au sud provient du diocèse d'Autun, et l'est du diocèse de Langres.
Conformément au régime concordataire, l'archidiocèse de Sens devient un établissement public du culte : la mense archiépiscopale de Sens.
Par le bref Antissioderensi ecclesiae du 6 juin 1823, Pie VII autorise les archevêques de Sens à joindre à leur titre celui d'évêque d'Auxerre. L'archidiocèse possède ainsi deux cathédrales.
La loi de séparation des Églises et de l'État du 9 décembre 1905 dissout la mense archiépiscopale de Sens.
En 1924, l'archidiocèse devient une association diocésaine : constituée le 18 août, déclarée à la sous-préfecture de Sens le 28 du mois, ses statuts sont publiés au Journal officiel du 18 septembre suivant.
Par la constitution apostolique Omnium ecclesiarum sollicitudo du 15 août 1954, le pape Pie XII élève la Mission de France au rang de prélature territoriale avec, pour siège, l'abbatiale de l'abbaye de Pontigny.
En 1973, la résidence de l'archevêque est déplacée de Sens vers Auxerre, où est également installée la « Maison diocésaine ».
En 1984, on regroupe les anciennes paroisses, qui passent de 500 à 102 ensembles paroissiaux.

## L'archidiocèse aujourd'hui

Blason de Hervé Giraud.

Par un décret du 8 décembre 2002, la Congrégation pour les évêques réorganise les provinces ecclésiastiques de France métropolitaine, afin de les faire coïncider avec les régions administratives. L'archidiocèse de Sens conserve son titre, mais perd sa qualité de siège métropolitain. Il devient suffragant de l'archidiocèse de Dijon, comme le diocèse de Nevers et la prélature territoriale de la Mission de France. Le diocèse de Moulins devient, quant à lui, suffragant de l'archidiocèse de Clermont.
En 2011, l'archidiocèse de Sens-Auxerre compte 110 paroisses, et 102 paroisses en 2014, regroupées en sept doyennés :
- Doyenné de l'Auxerrois
- Doyenné de l'Avallonnais
- Doyenné du Jovinien
- Doyenné de la Puisaye
- Doyenné du Sénonais rural
- Doyenné du Sénonais urbain
- Doyenné du Tonnerrois

En 2016, toutes les anciennes paroisses sont dissoutes : l'archidiocèse n'est plus structuré qu'en 31 paroisses et 4 doyennés.
- Doyenné du Sénonais
- Doyenné du Jovinien
- Doyenné de l'Auxerrois-Puisaye
- Doyenné de l'Avallonnais-Tonnerrois

### Statistiques

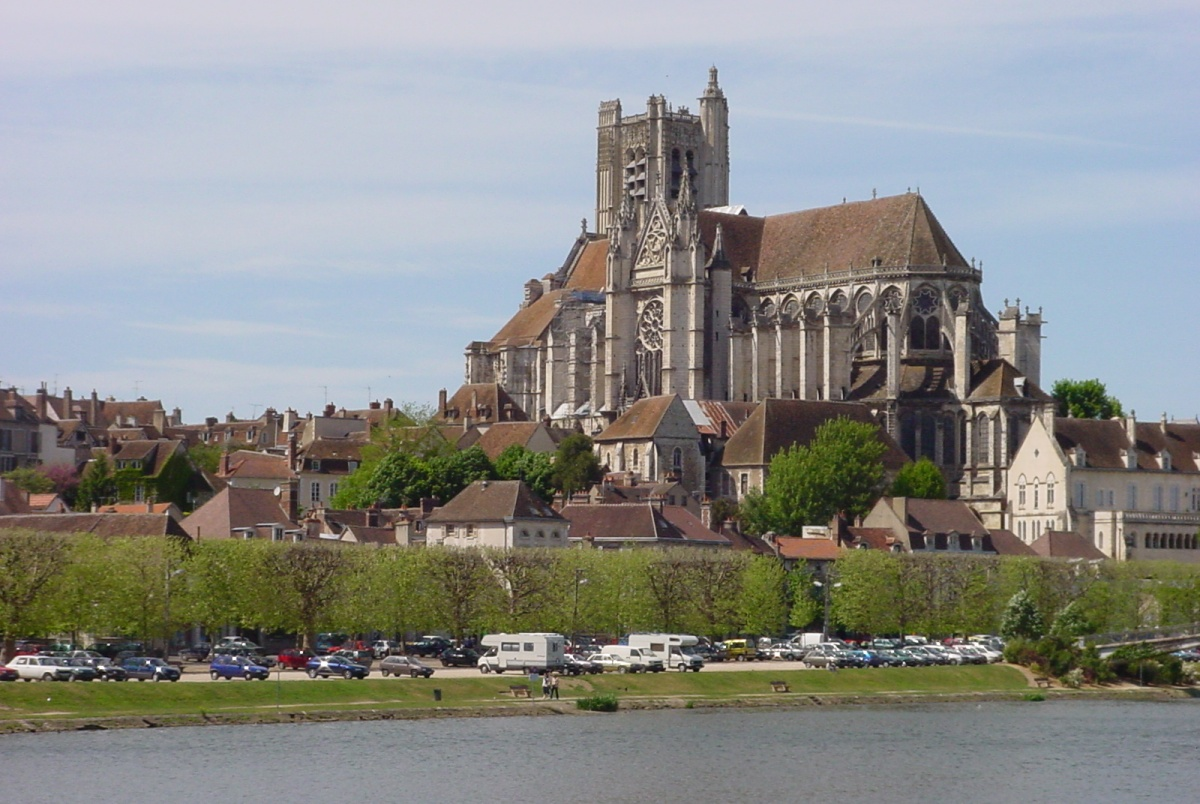
Cathédrale Saint-Étienne d'Auxerre.

L'archidiocèse est l'un des plus déchristianisés de France. Ce phénomène est ancien.
L'archidiocèse comprenait en 2005 environ 200 000 baptisés pour une population totale de 332 566 habitants (60,1 %) desservis par 132 prêtres (305 en 1969) dont 55 réguliers. Le nombre de diacres permanents était de 13, de religieux de 112 et de religieuses de 139.
L'archidiocèse comprenait en 2014  un nombre de 209 600 baptisés pour 342 724 habitants (61,2 %) desservis par 97 prêtres (soit une baisse significative), dont 60 séculiers et 37 réguliers. Le nombre de diacres permanents était de 20, celui de religieux de 67 et de religieuses de 98 (en forte baisse), pour 102 paroisses.
L'archidiocèse comprenait en 2017 un nombre d'environ 200.000 baptisés pour une population de 341.902 habitants (58,5%), servis par 76 prêtres (54 diocésains et 22 réguliers), 21 diacres permanents, 57 religieux et 83 religieuses dans 31 paroisses.

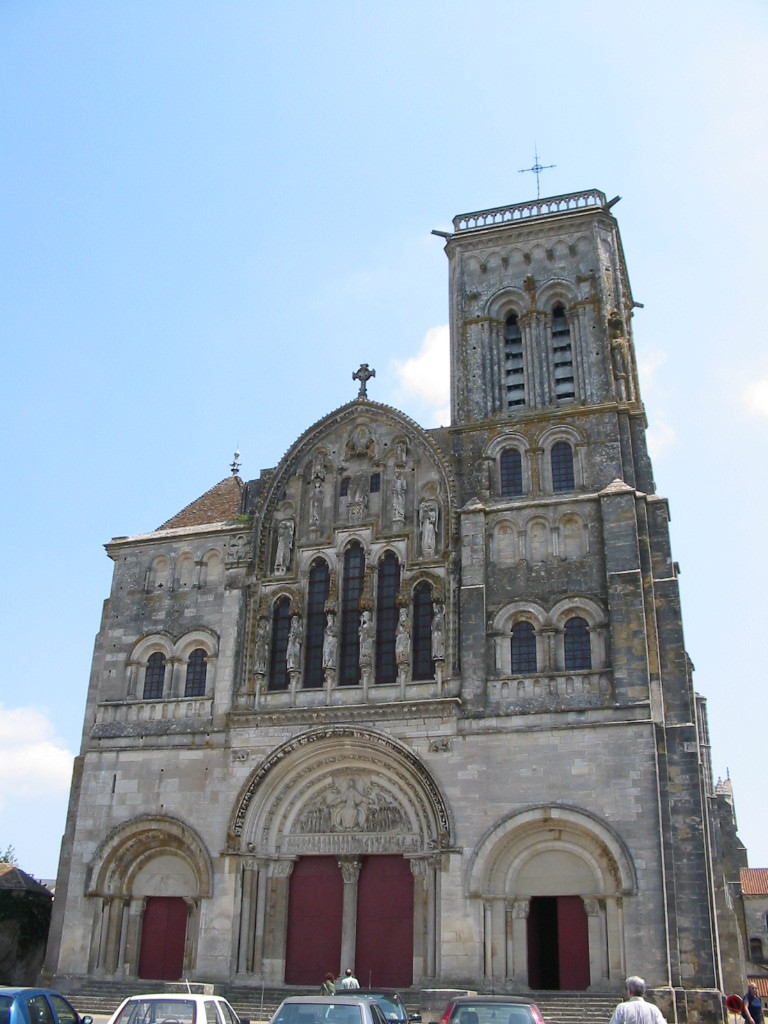
Basilique Sainte-Marie-Madeleine de Vézelay.

La pratique religieuse de l'archidiocèse est très inférieure à la moyenne nationale, ainsi que le nombre de baptêmes et de funérailles religieuses. Ce territoire est en effet fortement sécularisé, depuis la fin du XIXe siècle avec des figures politiques et des structures locales anticléricales, ce qui en faisait une terre de mission dès le milieu du XXe siècle.
En février 2016, Hervé Giraud dissout toutes les paroisses de l'archidiocèse et procède à un regroupement au nombre désormais de 31 paroisses pour toute l'Yonne.
En juin 2019, il y a eu une ordination sacerdotale pour le diocèse, ce qui n'était pas arrivé depuis sept ans. Le prêtre ordonné, Matthieu Jasseron, renonce à son sacerdoce en octobre 2024.

### Communautés religieuses
- Abbaye de la Pierre-qui-Vire (bénédictins)
- Frères franciscains à Vézelay (3 frères à la chapelle de la Cordelle)
- Frères missionnaires des campagnes à Chichery (3 prêtres et 2 frères)
- Famille Missionnaire de Notre-Dame à Sens
- Carmel de Sens (12 moniales)
- Sœurs des campagnes à Cheny (5 religieuses à l'âge de la retraite)
- Sœurs dominicaines missionnaires des campagnes (communautés de 2 ou 3 sœurs à Héry, Saint-Florentin, Villeneuve-sur-Yonne et Migennes)
- Sœurs de la Charité de Nevers à Sens
- Religieuses de l'Assomption (une religieuse en ermitage)
- Sœurs des Saints Cœurs de Jésus et Marie (3 religieuses âgées à Toucy)
- Fraternité monastique de Jérusalem à Vézelay (frères et sœurs suscitant de nouvelles vocations), animation du pèlerinage de la basilique de Vézelay

## Cathédrales et basilique mineure
La cathédrale Saint-Étienne de Sens, dédiée à saint Étienne, est l'église cathédrale de l'archidiocèse.
La cathédrale Saint-Étienne d'Auxerre, également dédiée à saint Étienne, était l'église cathédrale de l'ancien diocèse d'Auxerre.
La basilique Sainte-Marie-Madeleine de Vézelay, dédiée à sainte Marie-Madeleine, est, depuis le 4 mai 1920, une basilique mineure.

## Saints de l'archidiocèse
Sens (par ordre chronologique) :
- Saint Savinien
- Saint Potentien
- Sainte Colombe
- Sainte Béate
- Saint Ursicin
- Saint Agrice
- Saint Héracle
- Saint Léon de Sens
- Saint Arthème
- Saint Loup
- Saint Bond
- Saint Emmon
- Saint Gombert
- Saint Wulfran
- Saint Ebbon de Sens
- Saint Aldric de Sens
- Saint Anastase de Sens
- Sainte Alpais
- Sainte Madeleine-Sophie Barat

Auxerre
L'évêché d'Auxerre a été servi par un nombre exceptionnel de saints, dont deux martyrs :
- Saint Pèlerin d'Auxerre
- Saint Marcellien d'Auxerre
- Saint Valérien d'Auxerre
- Saint Hellade
- Saint Amâtre d'Auxerre
- Saint Germain d'Auxerre
- Saint Mamert d'Auxerre
- Saint Fraterne
- Saint Censure d'Auxerre
- Saint Ours d'Auxerre
- Saint Théodose d'Auxerre
- Saint Grégoire d'Auxerre
- Saint Optat d'Auxerre
- Saint Éleuthère
- Saint Aunaire d'Auxerre
- Saint Didier d'Auxerre
- Saint Pallade d'Auxerre
- Saint Vigile d'Auxerre
- Saint Héribald
- Saint Abbon
- Saint Géran
- Saint Betton de Sens